# Ophiomitrella suspectus
Ophiomitrella suspectus is een slangster uit de familie Ophiacanthidae.
De wetenschappelijke naam van de soort werd in 1922 gepubliceerd door René Koehler.